# Oribotritia hermanni
Oribotritia hermanni är en kvalsterart som beskrevs av Grandjean 1967. Oribotritia hermanni ingår i släktet Oribotritia och familjen Oribotritiidae. Inga underarter finns listade i Catalogue of Life.